# Eriosema harmsiana
Eriosema harmsiana är en ärtväxtart som beskrevs av Moritz Kurt Dinter. Eriosema harmsiana ingår i släktet Eriosema och familjen ärtväxter. IUCN kategoriserar arten globalt som livskraftig. Inga underarter finns listade i Catalogue of Life.